# Самбрано Веласко, Хосе Альберто
Хосе Альберто Самбрано Веласко (исп. José Alberto Zambrano Velasco; 15 апреля 1930, Мерида, Венесуэла — 1 сентября 2004, Каракас, Венесуэла) — венесуэльский государственный деятель и дипломат, министр иностранных дел (1979—1984).

## Биография
Являлся деканом юридического факультета Центрального университета Венесуэлы, занимал пост генерального директора министерства иностранных дел.
В 1979—1984 гг. — министр иностранных дел Венесуэлы. На этом посту уделял особое внимание разрешению территориального спора с Колумбией.